# Sujebi
Il sujebi (수제비?, in Corea del Sud) o ttŭdŏ-guk (뜨더국?, tteudeogukLR, in Corea del Nord) è un piatto della cucina coreana. È simile ai kalguksu in quanto combina pasta e brodo, ma sostituisce i noodle con pezzetti di pasta morbida strappati a mano.

## Etimologia e nomi
Il nome sujebi deriva da sujeobi (수접이?), che significa "piatto preparato con pasta di farina tirata dalle mani e piegata". In dialetto viene chiamato ttukjebi (뚝제비?), tteodeguk (뜨데국?) e tteotmukguk (뜯먹국?), mentre gundungjip (군둥집?) a Tongyeong. In Corea del Nord assume i nomi di ttŭdŏ-guk (뜨더국?, tteudeogukLR) o tŏnchikit'ang (던지기탕?, deonjigitangLR).

## Preparazione
Il sujebi viene cucinato strappando da un impasto morbido dei pezzetti di pasta del diametro di 3-4 centimetri, che vengono lasciati bollire in brodo di acciughe per alcuni minuti, finché non affiorano in superficie, assumendo una consistenza gommosa. Il piatto è accompagnato da verdure a fettine (solitamente zucchine e patate).

## Varianti

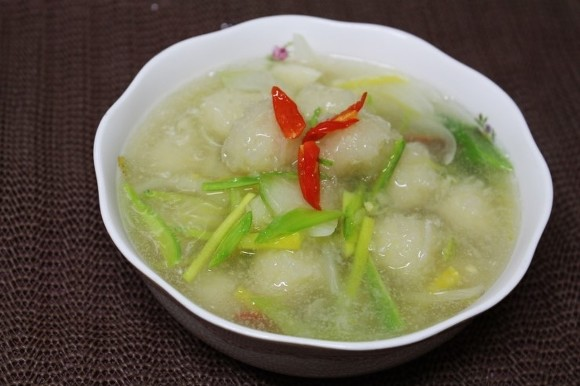
Gamja-ongsimi.

Gli ingredienti del sujebi variano in base alla regione: dove il grano è scarso, la farina di frumento viene sostituita da amido di patate, farina di mais, farina di grano saraceno, ghiande in polvere o arrowroot in polvere. Al posto delle acciughe, il brodo può essere preparato anche con manzo, pollo, vongole o verdure.
Il ttodeokjebi è un sujebi in brodo di pollo originario delle province del Hwanghae. Il memiljeopaegi di Jeju prevede pasta di grano saraceno cotta in brodo di acciughe insieme alle alghe, mentre per il gamja-ongsimi del Gangwon vengono preparate delle palline di patata e amido di patata al posto della consueta pasta.

## Consumo
In passato, il sujebi era un piatto estivo, consumato tradizionalmente il settimo giorno del settimo mese lunare. Siccome la farina era un prodotto di lusso, era un piatto riservato ai banchetti, mentre in epoca moderna viene consumato a piacere, soprattutto nei giorni di pioggia, insieme ai bindae-tteok.

## Storia
Il sujebi esiste in Corea sin dalla dinastia Goryeo, nella cui letteratura veniva chiamato syujyeobi (슈져비?). L'Hunmongjahoe, un libro di testo del 1527, menziona un piatto di nome nahwa bak o nahwa tak, scritto con i caratteri cinesi che nei dizionari sino-coreani di epoca successiva sono stati trasposti come sujebi bak e sujebi tak, suggerendo quindi che si tratti della stessa pietanza. Il nome sujebi appare effettivamente per la prima volta nel ricettario del 1927 Joseon mussang sinsig-yori jebeop, in cui vengono impastati tra loro farina, carne tritata, cipollotti, salsa di soia, olio, peperoncino e cannella in polvere, e il brodo è fatto con alghe o pollo. Il sujebi del Joseon yoribeop (1939) è invece una pietanza più lussuosa, con pasta di farina e uova, brodo di carne e alghe, e salsa di soia per condire.
Il piatto è entrato a far parte dei menù giornalieri delle tavole sudcoreane verso la fine degli anni Cinquanta del Novecento.